# 조반나 1세

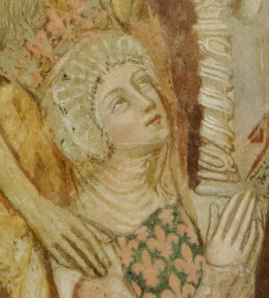
나폴리 여왕 조반나 1세

조반나 1세 당조(Giovanna I d'Angiò) 혹은 조반나 1세 디 나폴리(Giovanna I di Napoli, 1327년 ~ 1382년 5월 12일)는 앙주 카페가 출신 나폴리 왕국의 여왕(재위: 1343년 ~ 1382년)이다. 부친은 칼라브리아 공작(Ducato di Calabria) 카를로, 모친은 발루아 백작 샤를의 8녀 마리이다. 조반나는 프랑스 왕국의 왕 장 2세와는 고종사촌간이다.
조부 로베르토 사후 나폴리 왕위를 계승하였으나 육촌인 카를로에 의해 무력으로 나폴리가 점령당한후 살해당한다.